# Stadion
Et stadion er et større anlæg med forskellige faciliteter til idræt og boldspil herunder baner, tilskuerpladser og omklædningsfaciliteter. Som synonym anvendes også idrætsbane eller idrætsplads.
Større stadioner, hvor der dyrkes idræt på højt niveau, kan have mange tusinde sidepladser. Hovedparten af de største stadioner findes inden for sportsgrenene fodbold og amerikansk fodbold.
Et stadion anvendes ofte til andet end idræt, fx koncerter. Når anvendelsen er varierende, benyttes ofte betegnelsen arena eller multiarena.
Et stadion kan være åbent eller overdækket i større eller mindre grad. Et fuldt overdækket stadion kaldes også en indendørsarena.

## Top 20 største stadions i verden
Opdateret 18. februar 2025
|    | Stadion                                | Kapacitet | By                         | Land           | Bruger | Overvejende anvendelse             | Billede |
| -- | -------------------------------------- | --------- | -------------------------- | -------------- | --- | ---------------------------------- | ------- |
| 1  | Narendra Modi Stadium                  | 114,600   | Ahmedabad, Gujarat         | Indien         | India national cricket team, India women's national cricket team, Gujarat Titans, Gujarat cricket team                                               | Cricket                            |         |
| 2  | Rungrado 1st of May Stadium            | 114,000   | Pyongyang                  | Nordkorea      | Nordkoreas fodboldlandshold | Fodbold, Atletik, opvisninger      |         |
| 3  | Michigan Stadium                       | 107,601   | Ann Arbor,Michigan         | USA            | Michigan Wolverines football | Amerikansk fodbold                 |         |
| 4  | Beaver Stadium                         | 107,282   | State College,Pennsylvania | USA            | Penn State Nittany Lions football | Amerikansk fodbold                 |         |
| 5  | Ohio Stadium                           | 102,780   | Columbus, Ohio             | USA            | Ohio State Buckeyes football | Amerikansk fodbold                 |         |
| 6  | Kyle Field                             | 102,733   | College Station, Texas     | USA            | Texas A&M Aggies football | Amerikansk fodbold                 |         |
| 7  | Tiger Stadium                          | 102,321   | Baton Rouge, Louisiana     | USA            | LSU Tigers football | Amerikansk fodbold                 |         |
| 8  | Neyland Stadium                        | 101,915   | Knoxville, Tennessee       | USA            | Tennessee Volunteers football | Amerikansk fodbold                 |         |
| 9  | Darrell K Royal–Texas Memorial Stadium | 100,119   | Austin, Texas              | USA            | Texas Longhorns football | Amerikansk fodbold                 |         |
| 10 | Bryant–Denny Stadium                   | 100,077   | Tuscaloosa,Alabama         | USA            | Alabama Crimson Tide football | Amerikansk fodbold                 |         |
| 11 | Melbourne Cricket Ground (MCG)         | 100,024   | Melbourne, Victoria        | Australien     | Victorian Bushrangers, Melbourne Stars, Melbourne Cricket Club, Richmond FC, Hawthorn FC, Collingwood FC, Melbourne FC, Australiens cricketlandshold | Cricket, Australsk fodbold         |         |
| 12 | Camp Nou                               | 99,354    | Barcelona                  | Spanien        | FC Barcelona | Fodbold                            |         |
| 13 | Soccer City                            | 94,736    | Johannesburg               | Sydafrika      | Sydafrikas fodboldlandshold, Kaizer Chiefs F.C. | Fodbold                            |         |
| 14 | Misr Stadium                           | 93,940    | Egyptens nye hovedstad     | Egypt          | Egyptens fodboldlandshold | Fodbold                            |         |
| 15 | Sanford Stadium                        | 93,033    | Athens, Georgia            | USA            | Georgia Bulldogs football | Amerikansk fodbold                 |         |
| 16 | Lusail Stadium                         | 92,349    | Lusail                     | Qatar          | Qatars fodboldlandshold | Fodbold                            |         |
| 17 | Cotton Bowl                            | 92,100    | Dallas, Texas              | USA            | Dallas Trinity FC | Amerikansk fodbold, Fodbold        |         |
| 18 | Wembley Stadium                        | 90,652    | London                     | Storbritannien | Englands fodboldlandshold | Fodbold, Rugby, Amerikansk fodbold |         |
| 19 | Memorial Stadium                       | 90,000    | Lincoln, Nebraska          | USA            | Nebraska Cornhuskers football | Amerikansk fodbold                 |         |
| 20 | Rose Bowl                              | 89,702    | Pasadena, Californien      | USA            | UCLA Bruins football, Rose Bowl Game | Amerikansk fodbold                 |         |